# Aflorimentul de nisipuri și gresii de lângă satul Redi-Cereșnovăț
Aflorimentul de nisipuri și gresii de lângă satul Redi-Cereșnovăț este un monument al naturii de tip geologic sau paleontologic în raionul Soroca, Republica Moldova. Este amplasat în satul Redi-Cereșnovăț, pe versantul de est al carierei. Are o suprafață de 0,5 ha. Obiectul este administrat de Întreprinderea Agricolă „Redi”.